# 白峰街道
白峰街道是中国浙江省宁波市北仑区下辖的一个街道办事处，辖区面积49.06平方公里，相传古时海礁上有大白枫树，故名白枫，因枫、峰同音，后改称白峰:150。

## 历史
辖区古属鄞县，宋熙宁十年（1077年）划归定海县（镇海县）属海晏乡，清宣统三年（1911年）属海晏乡、郭巨乡，1937年分为上马乡、𢈠阳乡、小门乡、五境乡、白峰乡，1940年改为上马乡、𢈠阳乡、六和乡、白峰乡，1946年合并为上阳乡、和峰乡，1947年改称穿山乡、上阳乡，1950年3月分为上阳乡、下阳乡、山江乡、白峰乡，1956年2月并入下阳乡并入上阳乡，山江乡、霞峙乡三、四村、大榭乡里、外神马岛并入白峰乡，1958年10月改为郭巨人民公社小门管理区、白峰管理区、上阳管理区、下阳管理区，1959年4月小门管理区并入白峰管理区，12月下阳管理区并入上阳管理区，1961年11月改为白峰公社、上阳公社，1983年10月改为白峰乡、上阳乡，1992年5月白峰乡、上阳乡合并为白峰镇，2003年8月郭巨镇并入白峰镇:12-13、159:150，2016年7月撤销白峰镇，设立白峰街道、郭巨街道，2016年8月11日正式成立。

## 行政区划
白峰街道下辖以下地区：
峰城社区、怡峰社区、官庄村、门浦村、小门村、太平村、下阳村、阳东村、勤山村、上阳村、司沿村、新峰村、外峙村、白峰村

## 交通
- 329国道过境。

## 知名人物
- 樂嘉